# Édouard Debat-Ponsan
Édouard-Debat Ponsan (Toulouse, 25 de abril de 1847 - Paris, 29 de janeiro de 1913) foi um pintor acadêmico francês.

## Biografia
Aluno de Alexandre Cabanel, Debat-Ponsan era famoso por seus retratos de cidadãos e políticos ricos em Paris, pinturas da história antiga e cenas da vida camponesa. Como um republicano e veterano da Guerra de 1870, Debat-Ponsan se envolveu na luta pela reabilitação do capitão Alfred Dreyfus, ele exibiu sua pintura alegórica Vérité sortant du puits (mostrada aqui) no Salão de 1898, mais tarde oferecido a Émile Zola.
Em 1877 viaja para a Itália graças a uma soma de 4 000 francos que lhe foi concedida pela Academia. Lá ele viu diversos trabalhos de pintura, após os quais ele começou a pintar retratos. Em 1882-1883, ele fez uma viagem a Istambul acompanhado de seus dois cunhados, Jules-Arsène Garnier e Henri-Eugène Delacroix (não deve ser confundido com Eugène Delacroix). Esta viagem inspirou uma de suas obras mais célebres, Le Massage, Scène de Hammam [A Massagem no Hamman] (1883) agora no Museu de Augustins em Toulouse.

Ele foi pai do arquiteto e vencedor do Grande Prêmio de Roma em 1912, Jacques Debat-Ponsan, e avô de Michel Debré, que se tornou primeiro-ministro do general Charles de Gaulle e foi um dos redatores da Quinta República. Outros descendentes incluem o político Jean-Louis Debré. Sua filha Jeanne Debat-Ponsan casou-se com Robert Debré, fundador da pediatria moderna na França (ver família Debré). Seu neto era Michel Debré, primeiro-ministro da França.

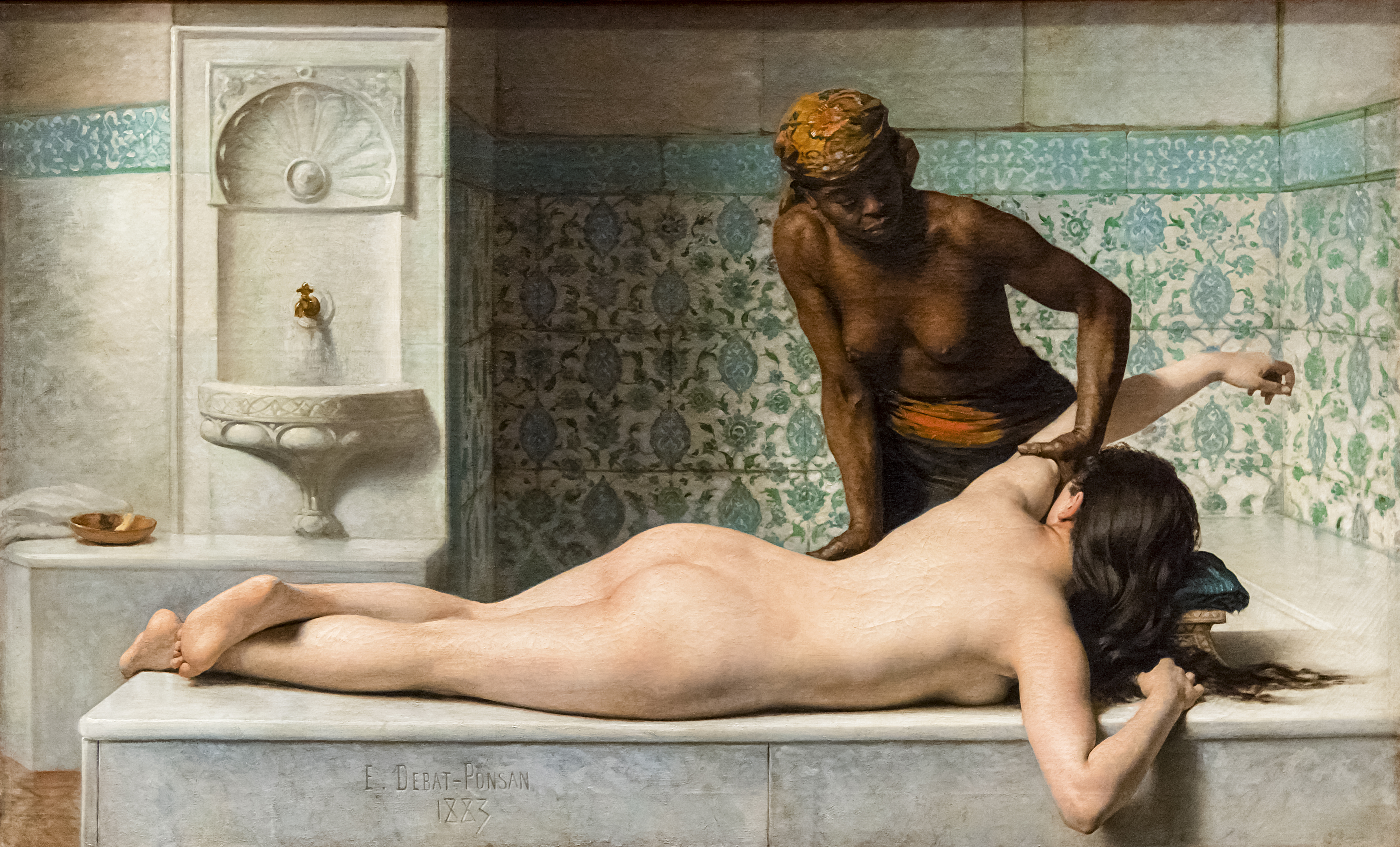
Massage at the Hammam, 1883

## Seleção de pinturas
- Le récit de Philetas c.1870 (obra perdida)
- La Captivité des Juifs à Babylone (obra perdida)
- Daniel dans la fosse aux lions (Catedral de Mirande)
- Au sortir de la carrière, c.1870 (Toulouse, coleção)
- Panorama de la bataille de Montretout, 1881(em colaboração com Jules-Arsène Garnier e Henry-Eugène Delacroix)
- Panorama de Constantinople, 1883 (em colaboração com Jules-Arsène Garnier e Henry-Eugène Delacroix)
- Massage: Scène de Hammam, 1883 (Toulouse, Musée des Augustins)
- Coin de vigne, 1886 (Nantes, Musée des Beaux-Arts)
- La Gitane à la toilette, 1896
- La Vérité sortant du puits, 1898 (Amboise, Musée Hôtel Morin).

## Trabalhos
Suas cenas da vida rural, um gênero muito em voga por volta de 1830-1840, hesitam entre o idealismo do mundo camponês e o realismo militante de Gustave Courbet. A pintura, Uma manhã nos portões do Louvre, pode ter conotações políticas. Ela retrata Catarina de Medici (de preto) vendo calmamente os corpos das vítimas do massacre de São Bartolomeu em 1572. Debat-Ponsan pode realmente ter pretendido se referir a eventos mais recentes na história francesa, como a supressão sangrenta da Comuna de Paris, nove anos antes de esta pintura ser feita.

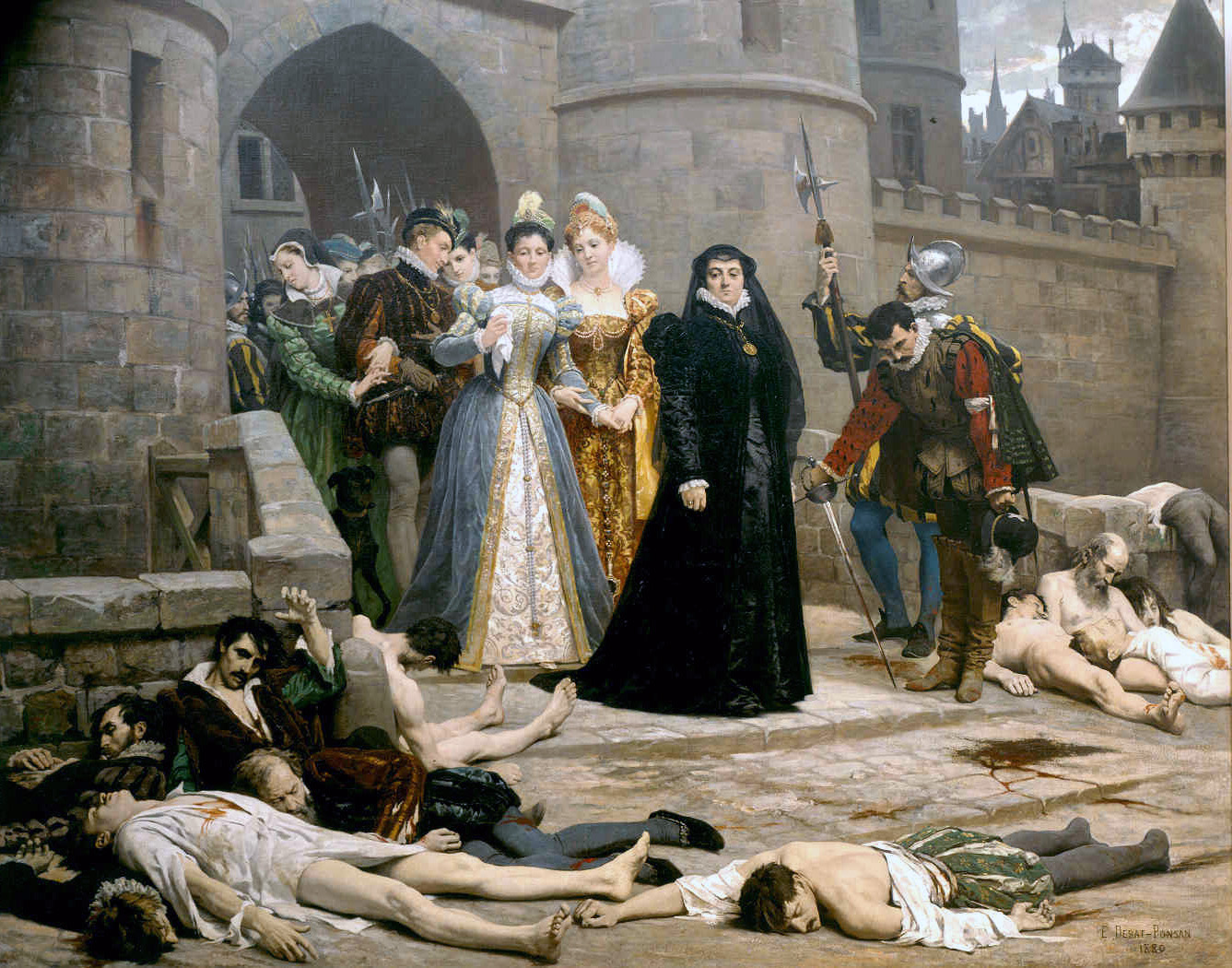
Uma manhã nos portões do Louvre, 1880
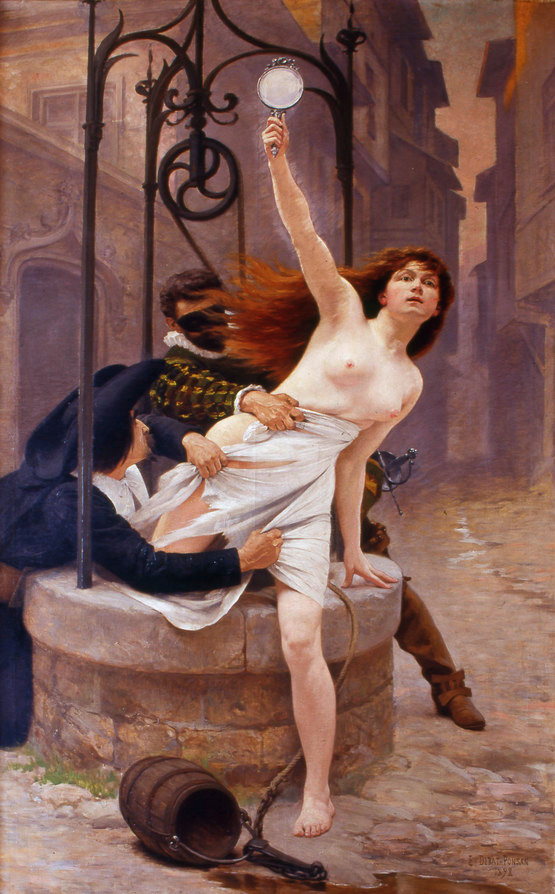
La Vérité sortant du puits ou La Vérité sortant du puits, 1898
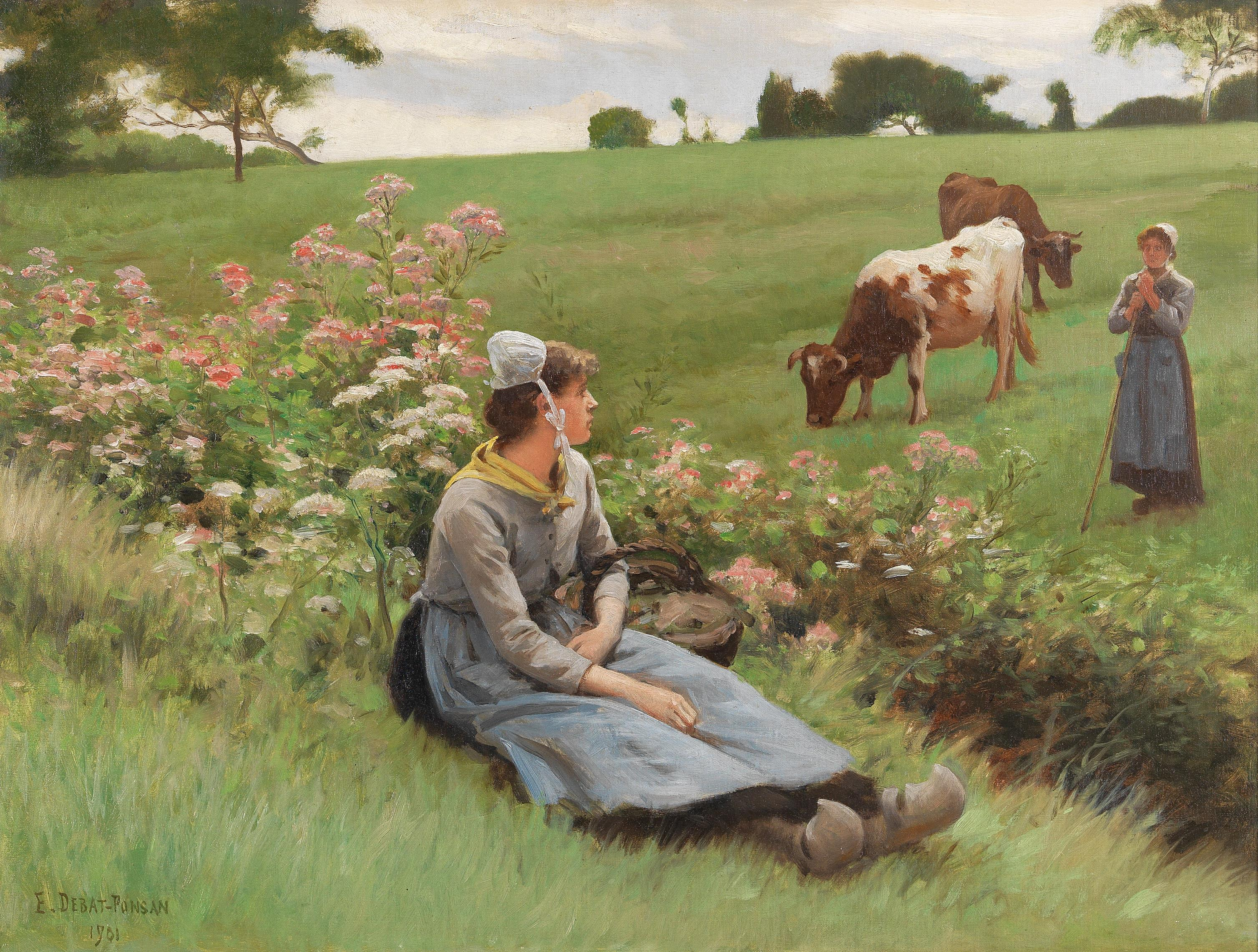
Descansando no campo, 1901
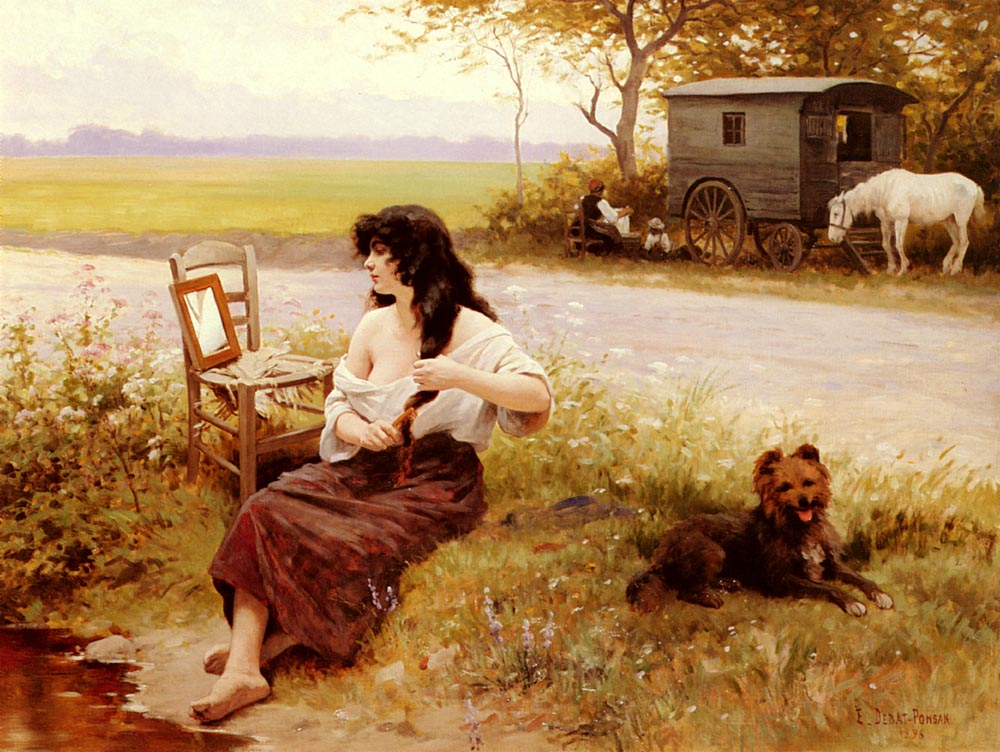
La gitane a la toilette
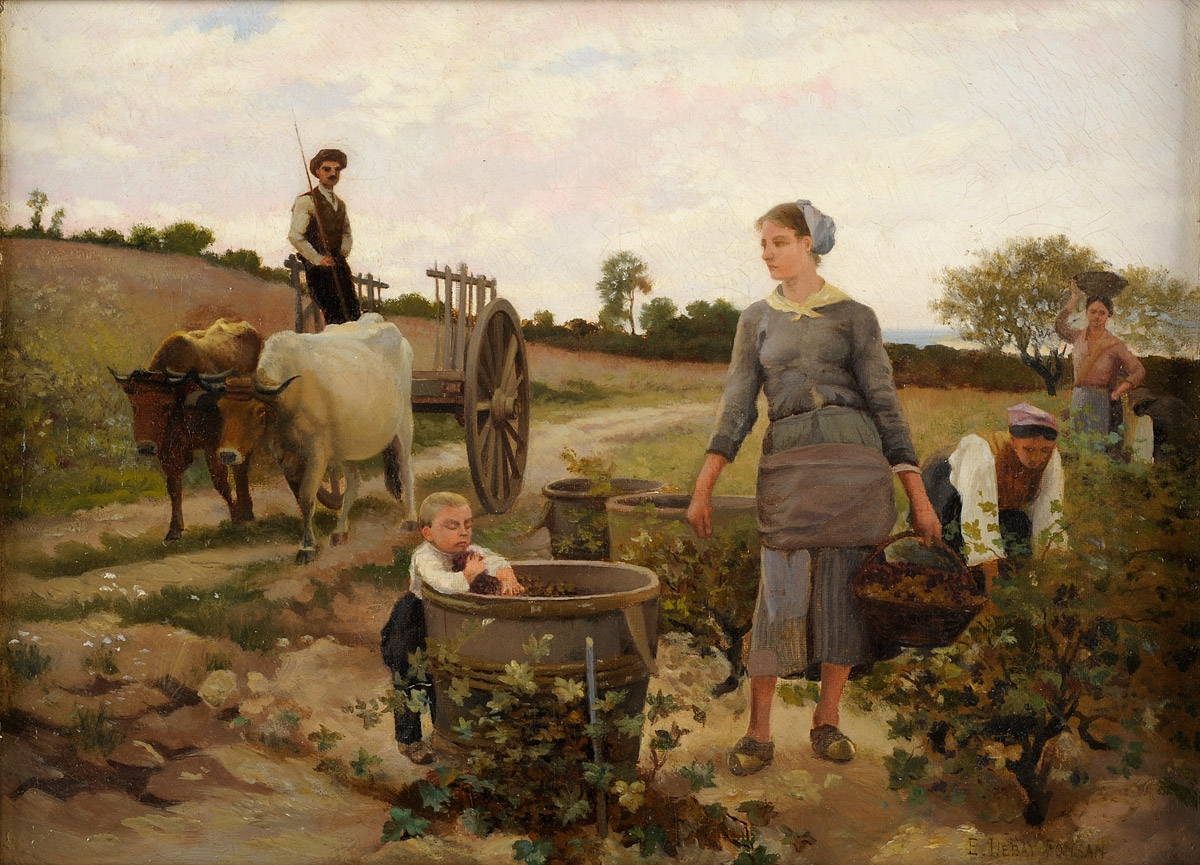